# أمريكيون لاتينيون أفارقة

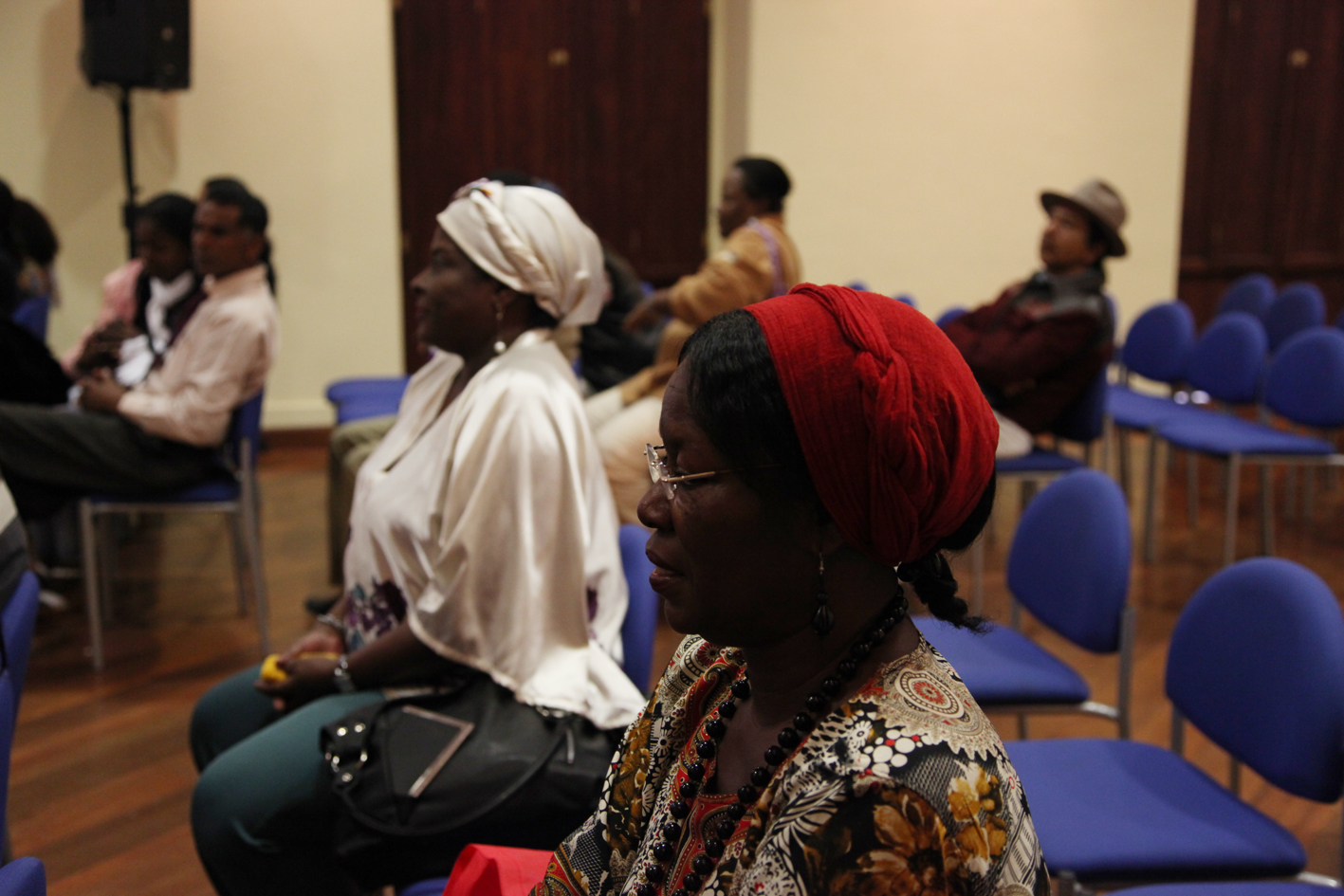
اجتماع لأمريكيين لاتينيين سود في الإكوادور.

أمريكيون لاتينيون أفارقة أو أمريكيون لاتينيون سود يشير إلى سكان أمريكا اللاتينية ذوي الأصل الأفريقي وذوي البَشَرَة السوداء وينتشرون بكافة دول أمريكا اللاتينية من البرازيل وهايتي وجمهورية الدومينيكان وكولومبيا والمكسيك وفنزويلا والإكوادور وكوبا وبنما وبيرو وبورتوريكو.